# Museo Goya - Colección Ibercaja - Museo Camón Aznar
El Museo Goya - Colección Ibercaja - Museo Camón Aznar es un museo de bellas artes situado en la calle de Espoz y Mina, 23 en Zaragoza (Aragón, España). 
El museo alberga 500 obras, 39 de nueva incorporación. La mayoría de sus fondos proceden del legado realizado por el ilustre profesor, académico, crítico y coleccionista zaragozano José Camón Aznar. Además, a partir de 2015 se exponen nuevas incorporaciones que proceden de Ibercaja y de la Real Sociedad Económica Aragonesa de Amigos del País.
El museo fue inaugurado en 1979 por la viuda del erudito aragonés, María Luisa Álvarez Pinillos y está ubicado en el palacio renacentista de los Pardo dentro del centro histórico de Zaragoza. Consta de varias salas distribuidas en tres plantas. 
La Obra Social de Ibercaja es la encargada de gestionar la institución. Cuando esta entidad financiera se llamaba «Caja de Ahorros de Zaragoza, Aragón y Rioja», había firmado con José Camón Aznar un acuerdo para la adquisición de esta colección el 2 de julio de 1976. Previamente, el 27 de febrero de 1976, la entidad financiera había adquirido el edificio donde el museo expone sus obras.
Desde su inauguración en 1979 se llamó Museo Camón Aznar pero desde su reinauguración del 26 de febrero de 2015, se denomina Museo Goya-Colección Ibercaja-Museo Camón Aznar. El museo ha puesto la denominación de Sala Camón Aznar a los espacios para exposiciones temporales del museo, así como un homenaje en la tercera planta. Aun así, se ha suscitado cierta polémica con el cambio de denominación del museo.

## Edificio
El museo se encuentra ubicado en la calle de Espoz y Mina, 23, en el palacio renacentista de los Pardo que fue construido en 1535 por el morisco Juan de Lanuza y fue residencia de Jerónimo Cosida y Violante de Albión. En 1808, durante la guerra de la Independencia, fue sede de la Capitanía general. Tras pasar por diversas manos, en 1976 fue comprado por Ibercaja para reformarlo y destinarlo a su Obra Social.
Desde el 1 de abril de 2007 y por un periodo aproximadamente de un año, el museo permaneció cerrado debido a unas importantes reformas que transformaron su interior. Se trabajó en la reforma integral de los espacios museográficos del centro para convertir en su pilar esencial la única colección completa de grabados de Goya que se halla expuesta en un museo. El proyecto arquitectónico configuró el museo como un discurso cronológico en torno a la figura del pintor aragonés. El resultado fue inaugurado en febrero de 2008: respeta el patio central del palacio, sustentado por grandes columnas de mármol que alberga la recepción. Las tres plantas de que consta el museo comprenden una superficie total de 3800 m².
Los elementos de valor histórico del palacio, como el pórtico de fachada, las columnas del patio o el salón dorado, fueron restaurados a la vez que se ha instalado un nuevo lucernario central. En su sótano alberga algunos restos monumentales de época romana.

## Colección
La colección de obras de arte se presenta en 26 salas de exposición y comprende pinturas, grabados, dibujos y algunas esculturas y piezas de cerámica. Las más tempranas pertenecen al siglo XV y las más recientes son del siglo XX.

### Francisco de Goya

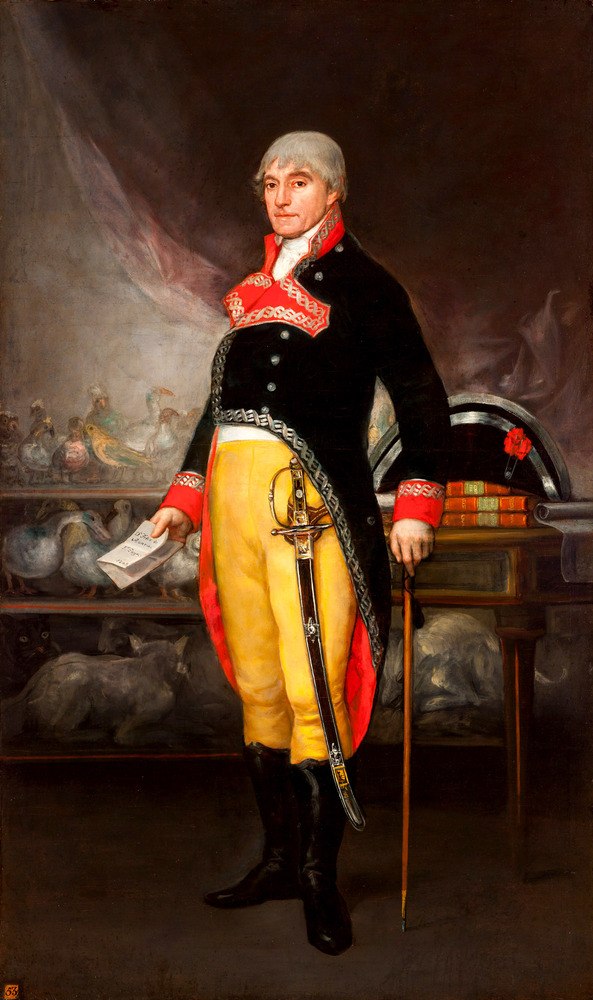
Retrato de Félix de Azara (1805), óleo sobre lienzo de Francisco de Goya. Museo Goya - Colección Ibercaja - Museo Camón Aznar.

El museo destaca por su colección de pinturas y grabados del pintor aragonés Francisco de Goya. 
Entre los cuadros de Francisco de Goya en el museo, se encuentran:
- La Gloria o Adoración del Nombre de Dios (1771-1772)
- Autorretrato (1775)
- Retrato de Félix de Azara (1805)
- Retrato de Miguel de Múzquiz, Conde de Gausa (1783)
- El dos de mayo de 1808 o La carga de los mamelucos (boceto para el gran cuadro del Prado) (1814)
- San Joaquín (1772)
- Santa Ana (1772)
- Retrato de María Luisa de Parma (1789) (Modificado en c. 1799)
- Don José de Cistué y Coll (1788)
- Baile de máscaras o Danzantes enmascarados bajo un arco (c. 1815)
- Esopo y Menipo (1778)

El museo posee las cuatro series de grabados de Francisco de Goya, destacando una primera edición de la Tauromaquia del pintor aragonés: 
- Los Caprichos (3.ª edición)
- Los desastres de la guerra (2.ª edición)
- La tauromaquia (1.ª edición)
- Los disparates (2.ª edición)

Además se encuentran en el museo los grabados de las copias de Diego Velázquez que igualmente realizó Francisco de Goya. También destacan las cuatro litografías de Los toros de Burdeos, adquiridos por Ibercaja para el museo.
La colección patrimonial de Ibercaja incluye las nueve obras de Francisco de Goya propiedad de Ibercaja y seis obras, también de Goya, de la Real Sociedad Económica Aragonesa de Amigos del País.

### Otros

Retrato de José Camón Aznar por Oswaldo Guayasamín, Museo Goya Colección Ibercaja - Museo Camón Aznar.

En el año 2008, después de casi treinta años abierto al público, Ibercaja realizó un importante estudio de investigación de las obras que conformaban el legado. Así, tras nuevas atribuciones, incluidas también desatribuciones.